# Тропа контрабандистов Библии
Тропа контрабандистов Библии — тропа существовавщая в период с XVI по XVIII век между Пассау и словенской границей в Арнольдштайне (Агоричах), по которой контрабандой доставлялись книги. В эпоху Контрреформации и тайного протестантизма торговцы скотом перегоняли его из альпийских долин в Германию, а оттуда привозили в Австрию Библии на немецком языке, протестантские гимны и молитвенники. Помимо них, по этому пути также перемещались торговцы, шахтёры, лодочники с Боденского озера, а также возчики и другие путешественники, которые также перевозили книги в Австрию.

## Историческая справка
Реформация вызвала массовые выступления католической церкви: на территории современной Австрии за свою протестантскую веру были казнены Каспар Таубер (Вена), Георг Шерер (Радштадт) и Леонард Кайзер (Шердинг).
Согласно протестантским верованиям, перевод Библии Лютером на немецкий язык дал христианам прямой доступ к этой вести о спасении без посредничества и толкования священников. Поэтому грамотность была необходимым условием для каждого верующего, чтобы правильно исповедовать свою веру. Поэтому католические власти считали, что Библия в руках «простолюдина» представляет опасность. С тех пор «чтение Библии часто вызывало у людей подозрения в протестантизме». Владение Библией Лютера или протестантскими молитвенниками каралось суровыми наказаниями в католических странах Габсбургов; В основу лег принцип «Cius regio, eius religio», сформулированный в Аугсбургском императорском и религиозном мире 1555 года. Тот, кто не хотел или не мог покинуть страну («ius emigrandi») и хотел остаться сторонником Реформации, вынужден был исповедовать свою веру тайно (криптопротестантизм). Из-за отсутствия протестантских пасторов и священников протестантским мирянам приходилось самостоятельно осуществлять передачу веры (домашние молитвы, чтение проповедей) и поэтому они зависели от протестантских книг. Библейский институт Ураха в Вюртемберге напечатал более 30000 Библий с 1561 по 1565 год. Все они доходили до своих читателей по секретным каналам.

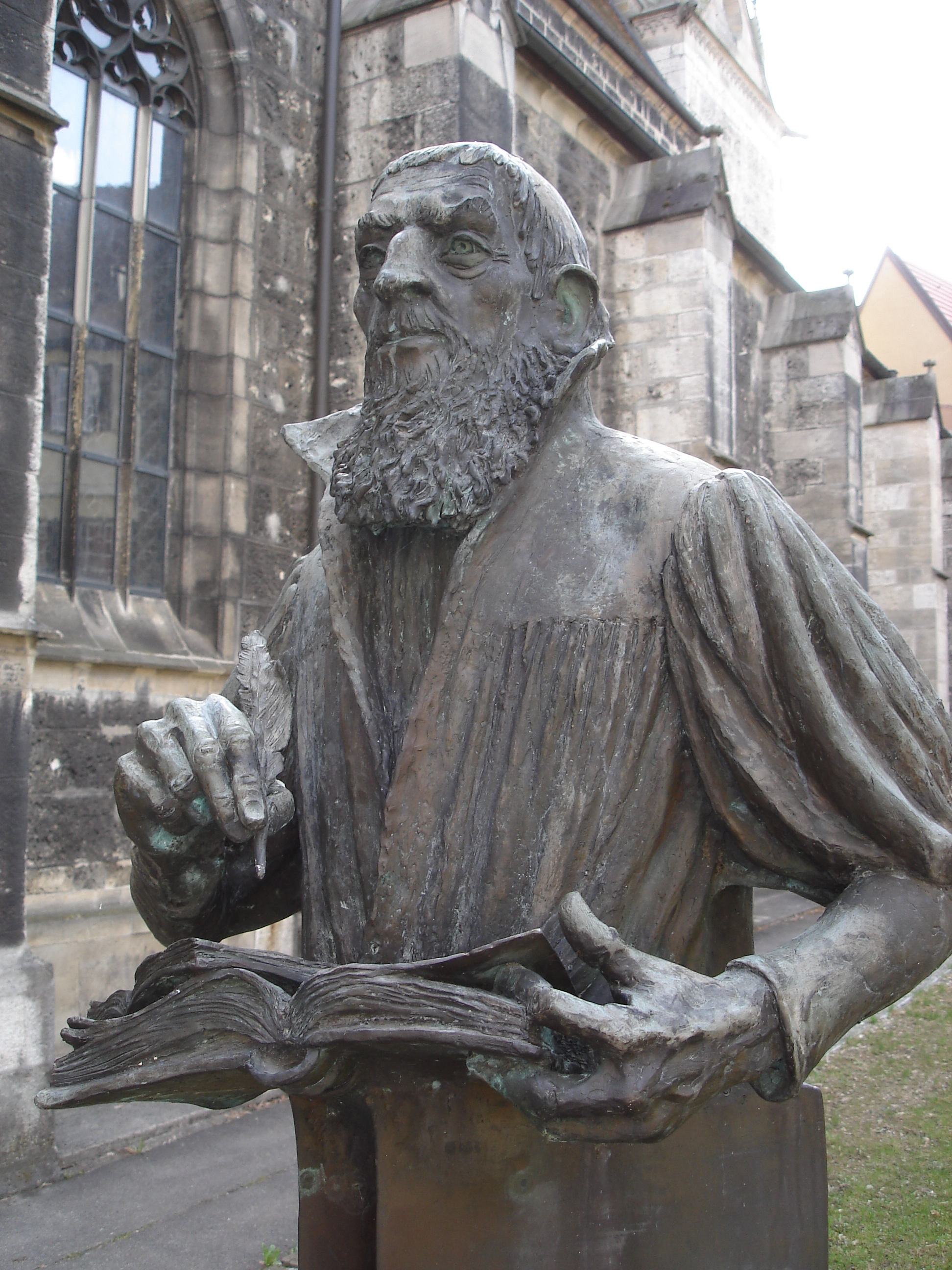
Памятник переводчику контрабандных Библий Приможу Трубару в аббатстве Урах, на заднем плане — аббатская церковь Святого Аманда.

Представители власти действовали решительно: они проводили обыски в жилищах, изымали литературу, которая вызывала подозрения, или требовали, чтобы все книги, имеющие отношение к религии, были одобрены местным католическим священнослужителем. Чтобы избежать преследования со стороны властей, протестанты использовали различные уловки. Они прятали книги в доме или снаружи, вырывали титульные листы, чтобы усложнить идентификацию, или часть книг раздавали, чтобы сохранить большинство в доме.
Преследования и дискриминация протестантов в Австрии прекратились с Эдиктом о терпимости Иосифа II в 1781 году и, наконец, с Протестантским патентом 1861 года императора Франца Иосифа.

## Тропа контрабандистов Библии сегодня
Сегодня места, связанные с протестантизмом, на Тропе контрабандистов Библии от Верхней Австрии до Каринтии и далее в Словению, хорошо документированы. Как и путь книги, тропа контрабандистов Библии представляет собой протестантский паломнический маршрут. Кроме того, по отдельным частям маршрута или по всему маршруту через Австрию предлагаются организованные туристами пешие и велосипедные туры с культурно-историческим или духовным подтекстом. Во времена упадка веры две основные христианские конфессии также объединяются для так называемых «экуменических горных походов», которые следуют по маршрутам старых контрабандистов Библии. В Урахе (Вюртемберг) установлен памятник в память о переводе, печатании и контрабанде Библии.